# Oberstoff
Als Oberstoff wird im Allgemeinen die von außen sichtbare äußere Stoffschicht bezeichnet. Viele Kleidungsstücke verfügen über mehrere Schichten. Der Oberstoff ist die äußerste Lage, das Futter die ganz dem Körper zugewandte Lage. Oft liegt unter dem Oberstoff eine Versteifung (Verfestigung), Flieseline oder Rosshaar je nach Verarbeitungsaufwand und darunter (Wintermantel) oder stattdessen (Übergangjacke) eine Isolierschicht.